# Aurel Giroveanu
Aurel Giroveanu (n. 24 septembrie 1916, comuna Girov, jud. Neamț, d. 2 aprilie 2001, București) a fost un cunoscut pianist, dirijor și compozitor de origine evreiască.

## Biografie
Studiile muzicale le-a început în copilărie la Piatra Neamț (1928-1933) cu Malvina Manascu (pian), șeful de muzică col. Mareș și profesorul Alberto Cirillo (teorie-solfegiu). Apoi a studiat la Conservatorul „Egizio Massini" din București (1933-1937) cu Egizio Massini (orchestrație, dirijat orchestra), Miron Constantinescu (pian), Renzo della Pergolla (teorie-solfegiu), Leon Klepper (armonie, contrapunct, compoziție, 1950-1953). S-a perfecționat cu Ion Dumitrescu (compoziție) și Tudor Ciortea (forme muzicale) la cursurile Uniunii Compozitorilor (1954- 1955).
Pianist în diverse formații de muzică din București (1944-1949), șef al redacției de muzică ușoară și populară (1949-1950) în Societatea Română de Radiodifuziune din București. A făcut parte din Consiliul artistic al Teatrului de Estradă din București (1953-1956) și Casa Centrală a Creației Populare din București (1955-1956). 
A scris articole în „Muzica”, „Contemporanul”, „Informația Bucureștiului”, „România liberă” etc. 

## Albume Discografice de Compozitor
Melodii de Aurel Giroveanu -  Casa de Discuri Electrecord EDC 10290., 1972, Soliști. Marina Voica, Cornel Constantiniu, Doina Spătaru, Anda Călugăreanu
| Dacă Inima Mea Ar Putea Să Vorbească |

Conductor – Alex. Imre* Lyrics By – Mihai Maximilian, Orchestra Electrecord, Voce:  Marina Voica
| A1 |  | Pe Strada Toamnei                    |
| A2 |  | Bun Venit, Dragoste                  |
| B3 |  | Dacă Inima Mea Ar Putea Să Vorbească |
| B4 |  | Unde Ești, Fericirea Mea ?           |

Copertă album: https://www.discogs.com/release/3109929-Anda-C%C4%83lug%C4%83reanu-Cornel-Constantiniu-Marina-Voica-Melodii-de-Aurel-Giroveanu/image/SW1hZ2U6MTk2ODMwNDQ=?srsltid=AfmBOopVVLEPeXStPMgX9xyqObU65ucIm7lYIwjmBmFqVvqwxhlipfG0
Premii
- Concursul național de muzică ușoară de la Mamaia:
  - mențiuni (1965, 1970, 1971, 1974),
  - Premiul juriului (1966)
  - Premiul III, cu Ordinul „Meritul cultural”, clasa III (1969)
- Premiul Uniunii Compozitorilor și Muzicologilor (1972).

## Compoziții
A compus muzică de operetă, vodeviluri, muzică de revistă, muzică corală, muzică pentru copii, coloane sonore pentru filme, șlagăre.
| Titlul piesei                        | Forma muzicală   | Versuri                        | Anul apariției | Interpretări mai cunoscute         |
| ------------------------------------ | ---------------- | ------------------------------ | -------------- | ---------------------------------- |
| Și-n chioșc fanfara cânta            | romanță          | Florenitn Delmar / Aurel Felea |                | Ioana Radu                         |
| Romanța dragostei                    | romanță          | Aurel Felea                    |                | Ioana Radu                         |
| La crâșma din Ferentari              | populară         | Nicolae Kanner                 |                | Gică Petrescu                      |
| Când era bunica fată                 | populară         | Aurel Felea                    |                | Gică Petrescu                      |
| Am strâns toamnă după toamnă         | romanță          | Harry Negrin                   |                | Gică Petrescu, Constantin Drăghici |
| Unde ești, fericirea mea             | romanță          | Eugen Mirea                    |                | Cornel Constantiniu                |
| M-am jurat de-atâtea ori             | ușoară           | Harry Negrin                   |                | Roxana Matei                       |
| Astă seară fără lacrimi              | ușoară           | Aurel Giroveanu / Harry Negrin |                | Dorin Anastasiu                    |
| De mână cu o rază de lună            | ușoară           | Aurel Giroveanu / Aurel Felea  |                | Florin Apostol                     |
| Daca m-ai săruta                     | ușoară           | Aurel Giroveanu / Aurel Felea  |                | Florin Apostol                     |
| Un om cum mi-am dorit                | ușoară           | Aurel Giroveanu / Aurel Felea  |                | Florin Apostol, Lelia Florescu     |
| După noapte vine zi                  | ușoară           | Tudor Mușatescu                | 1968           | Margareta Pâslaru                  |
| Citesc în inima ta                   | ușoară           | Aurel Felea                    | 1967           | Margareta Pâslaru                  |
| La hanul Ancuței                     | populară         | Aurel Giroveanu / Aurel Felea  |                | Maria Tănase, George Hazgan        |
| Extemporal muzical                   | ușoară           | Eugen I. Mirea                 | 1973           | Margareta Pâslaru                  |
| Am trecut pe lângă fericire          | romanță          | Aurel Giroveanu                |                | Dorel Livianu                      |
| Ce dragă-mi ești când te'ntâlnesc    | tango            | Aurel Giroveanu/Alin Doru      |                | Dorel Livianu                      |
| Eu n-am să cunosc bătrânețea         | ușoară           | Aurel Giroveanu                |                | Mihaela Runceanu                   |
| Vino pe aleea trandafirilor          | ușoară           | Aurel Giroveanu                |                | Rodion Hodovanschi                 |
| Zău, îmi pare rău                    | ușoară           | Constantin Carjan              | 1966           | Margareta Pâslaru                  |
| Romanța dragostei                    | ușoară           | Aurel Giroveanu                | 1967           | Margareta Pâslaru                  |
| DACĂ INIMA MEA AR PUTEA SĂ VORBEASCĂ | pop / soul music | Mihai Maximilian               | 1971           | MARINA VOICA                       |
| Unde ești fericirea mea?             | pop              | Eugen Mirea                    | 1970           | Cornel Constantiniu                |